# Friedrich Pagenstecher (Forstmann)
Jakob Friedrich Moritz Pagenstecher (* 3. März 1793 in Dillenburg; † 8. März 1864 in Wiesbaden) war ein deutscher Forstmann.

## Leben
Pagenstecher besuchte ab 1802 die Dillenburger Lateinschule, bevor er 1810 das Studium der Forstwissenschaften an der Forstakademie Herborn aufnahm. Von dort wechselte er an die Universität Gießen. 1813 sollte er als Revierförster im Forstrevier Dillenburg tätig werden. Allerdings meldete er sich noch 1813 freiwillig zu den Befreiungskriegen. 1814 wurde er zum Seconde-Lieutenant befördert. 
Pagenstecher wurde nach dem Kriegsdienst 1818 Forstassistent in Hachenburg, 1826 Forstassistent beim Oberforstamt Wiesbaden, bevor er die Verwaltung des Forstverwaltungsbezirks Langenhain und Wallau als Revierförster erhielt. Er wurde 1835 zum Oberförster in Springen befördert. Seine Ernennung zum 1. Forstschätzungs-Commissär für den Oberforst Dillenburg erfolgte 1840, die zum Forstmeister 1844, bevor er 1845 Oberforstbeamter im Inspektionsbezirk Idstein wurde.
Pagenstecher wurde 1859 Forstreferent der Landesregierung des Herzogtums Nassau und zugleich zum Oberforstrat ernannt. Außerdem wurde er Vorsitzender der forstlichen Prüfungskommission, der er schon seit 1846 angehörte. Beide Ämter führte er bis zu seinem Tod aus. Seine Verdienste liegen in der Reform des nassauischen Forstwesens, so war er an der Einführung eines neuen Forststrafgesetzes beteiligt, veranlasste Instruktionen für Gemeindebehörden und Förster sowie die Regelung der Dienstzeit des Forstpersonals. Auch um die Weiterentwicklung der Forstwirtschaft machte er sich verdient.
Pagenstecher wurde auf dem Alten Friedhof in Wiesbaden beigesetzt.
Der Mediziner Alexander Pagenstecher war sein Sohn.